# جوهرستان
جوهرستان، روستایی از توابع بخش گرکن جنوبی شهرستان مبارکه در استان اصفهان ایران است. شغل اکثر مردم این روستا کشاورزی و دامداری است و برنج لنجان این روستا از مرغوبترین نوع برنج لنجان است

## جمعیت
این روستا در دهستان نورآباد قرار دارد و براساس سرشماری مرکز آمار ایران در سال ۱۳۸۵، جمعیت آن ۸۸۴ نفر (۲۲۶خانوار) بوده‌است.

## تاریخچه
درگذشته در همین مکان روستا شهری وجود داشته با همین نام که بعدها در دهه دهم هجری شیخ بهایی در تقسیمات اب زاینده رود مادی به نام جوهرستان ایجاد کرد که اب زاینده رود را به بخش گرکن جنوبی انتقال می‌داد هنوز دو سنگ قبر از حاکمان شهر جوهرستان در قبرستان این روستا موجود است و به گفته افراد محل مسجد اجری اراضی مربوط به این روستا است که در اثر سیل شهر نابود گشته ولی مسجد هنوز پابرجاست آثار این سیل در مسجد هنوز مشهود است